# Октябрьский район (Самара)
Октябрьский район — один из внутригородских районов города Самары.
Занимает центральное положение в городской застройке. Район занимает площадь 1610 га. Численность населения — 134 393 чел. (2021). Был переименован из Сталинского района 5 ноября 1961 года.

## Общая информация
В районе 72 учебных заведения, 52 учреждения здравоохранения, 14 учреждений культуры: библиотеки областного и районного масштаба, музеи, детские музыкальные школы и др.
В районе 18 строительно-монтажных организаций[значимость факта?], специализирующихся на строительстве и ремонте зданий, дорог, сантехнических работах. Четыре специализированных автотранспортных предприятия осуществляют пассажирские и грузовые перевозки. Район представлен телерадиовещательными, телефонными и почтовыми предприятиями. Наиболее крупные и значительные из них — ТК «СКАТ» и ГТРК «Самара», Государственное предприятие радиовещания и радиосвязи, Самарская междугородная телефонная станция.
Создан районный общественный совет «Октябрьского района Самары», председатель Владимир Кошелев — предприниматель и общественно-политический деятель, глава строительной корпорации «Авиакор».[значимость факта?]

## История
27 сентября 1936 года был организован Сталинский район, включающий «территорию Карбюраторного завода и территория дачного треста, включая поляну Фрунзе, с границами: от Семейкинского шоссе к Волге, до Линдова городка, по Рыковской улице до Волги, черта городских земель». В районе проживало 48 тысяч человек, он занимал 2363 гектара (считая дачный массив).
5 ноября указом президиума Верховного совета РСФСР Сталинский район Куйбышева был переименован в Октябрьский.

## Население
| 1970     | 1979     | 1989     | 2002     | 2010     | 2012     | 2013     | 2014     | 2015     |
| -------- | -------- | -------- | -------- | -------- | -------- | -------- | -------- | -------- |
| 133 737  | ↗143 753 | ↘139 249 | ↘115 982 | ↘114 223 | ↗115 535 | ↗118 236 | ↗120 345 | ↗122 165 |
| 2016     | 2017     | 2018     | 2019     | 2020     | 2021     |          |          |          |
| ↗122 919 | ↗123 501 | ↘121 571 | ↘120 013 | ↘119 451 | ↗134 393 |          |          |          |

## Границы района
- Полевая улица (Самара)
- Мичурина улица (Самара)
- Московское шоссе (Самара)
- Улица Юрия Гагарина (Самара)
- Улица Авроры (Самара)
- Проспект Карла Маркса (Самара)
- Улица Советской Армии (Самара)
- Улица XXII Партсъезда (Самара)
- Улица Солнечная (Самара)

## Улицы в районе

### А — В
- Авроры улица
- Академика Павлова улица
- Академика Платонова улица
- Академика Солдатова улица
- Артёмовская улица
- Артиллерийская улица
- Больничная улица
- Больничный Овраг улица
- Волгодонская улица
- Врубеля улица

### Г — И
- Гаражная улица
- Гастелло улица
- Гая улица
- Градовская улица
- Днепростроевская улица
- Донбасская улица
- Дубовый Овраг улица
- Дыбенко улица
- Ерошевского улица
- Жуковского улица
- Искровская улица

### К — Л
- Калужская улица
- Карла Либкнехта улица
- Кленовая улица
- Кольцевая улица
- Конноармейская улица
- Корабельная улица
- Кузбасская улица
- Курортная улица
- Липецкая улица
- Лейтенанта Шмидта улица
- Лесная улица
- Лукачёва улица
- Луначарского улица

### М — О
- Магаданская улица
- Маломосковская улица (дорога-«дублёр» Московского шоссе)
- Межевая улица
- Мичурина улица
- Мусоргского улица
- Невская улица
- Николая Панова улица
- Новомайская улица
- Ново-Садовая улица
- Осипенко улица

### П — Р
- Первомайская улица
- Петлевая улица
- Подгорная улица
- Подпольщиков улица
- Подшипниковая улица
- Полевая улица
- Потапова улица
- Профсоюзная улица
- Радиальная 1-я улица
- Радиальная 2-я улица
- Радиальная 3-я улица
- Радиальная 5-я улица
- Радиальная 6-я улица
- Радиальная 8-я улица
- Радонежская улица
- Революционная улица

### С — Т
- Санфировой улица
- Саранская улица
- Сапёрная улица
- Скляренко улица
- Советской Армии улица
- Соколова улица
- Съездовская улица
- Тельмана улица
- Тихвинская улица
- Травяная улица

### У — Я
- Усадебная улица
- Финская улица
- Центральная улица
- Циолковского улица
- Часовая улица
- Челюскинцев улица
- Шевченко улица
- Шушенская улица
- Юрия Гагарина улица
- Ялтинская улица

## Просеки в районе
- Первая просека
- Вторая просека
- Третья просека
- Пятая просека
- Малая просека

## Переулки в районе
- Арцыбушевский переулок
- Ботанический переулок
- Волжский переулок
- Восточный переулок
- Глинки переулок
- Инженерный переулок
- Короткий переулок
- Никитинский переулок
- Парковый переулок
- Плотничий переулок
- Таллинский переулок
- Тупой переулок
- Учебный переулок
- Учительский переулок
- Фрезерный переулок

## Проспекты в районе
- Проспект Карла Маркса
- Проспект Ленина
- Проспект Масленникова
- Волжский проспект

## Площади в районе
- Героев 21-й Армии площадь

## Проезды в районе
- 3-й проезд
- 4-й проезд
- Автобусный проезд
- Проезд Георгия Митерева

## Шоссе в районе
- Московское шоссе

## Авеню в районе
3-е авеню

## Учебные заведения
- Самарский национальный исследовательский университет имени академика С. П. Королёва
- корпус Самарского государственного технического университета
- корпус Поволжского государственного университета телекоммуникаций и информатики
- корпус Самарского государственного архитектурно-строительного университета
- самарский филиал РАНХиГС
- корпус Самарского государственного медицинского университета
- Поволжский государственный колледж (бывш. КИПТ и СГППК)

Самарский государственный университет (до 2015 года) также располагался на территории Октябрьского района.

## Фильмография
- В Октябрьском районе происходили съёмки ряда эпизодов кинокомедии Тимура Бекмамбетова «Ёлки 3»(2013) [18]
- В октябре 2011 года на станции метро "Алабинская",  которая находится на территории Октябрьского района, проходили съёмки российского блокбастера «Метро».

## Администрация района
- Глава администрации: Радько Сергей Олегович (с октября 2022 года)[19]
- Адрес: Самара, ул. Ново-Садовая, 20[20]